# ロベルト・ヴィーネ
ロベルト・ヴィーネ（Robert Wiene, 1873年4月27日 - 1938年7月17日）は、ドイツの映画監督。代表作は『カリガリ博士』。

## 来歴
ブレスラウ（現：ポーランド・ヴロツワフ）出身。父カールは有名な俳優であり、弟のコンラート・ヴィーネも後に俳優・監督となった。舞台俳優としてデビュー後、1912年に映画界入り。
『カリガリ博士』で成功を収める以前は、メロドラマの監督として有名だった。他の代表作には、表現主義の手法が使われている『ゲニーネ』(1920)『罪と罰』(1923)、モーリス・ルナールの小説「オルラックの手」が原作の『芸術と手術』(1924)、リヒャルト・シュトラウスのオペラ「ばらの騎士」を映画化した『Der Rosenkavalier』(1926)等がある。
ナチス政権樹立後、ヴィーネはドイツを出国しパリに移り住んだ。ジャン・コクトーと共に『カリガリ博士』のトーキー版リメイクの構想を練っていたという。1938年、スパイ映画『Ultimatum』がクランクアップする10日前に癌で死去。遺作は友人であったロバート・シオドマクが完成させた。

## 主な作品
- 泰山鳴動（脚本のみ、1919） - Ihr_Sport
- サタン（脚本のみ、1919） - Satanas
- カリガリ博士（1920） - Das Cabinet des Dr. Caligari
- ゲニーネ（1920） - Genuine
- 秘めたる情熱（1920） - Die Nacht der Königin Isabeau（英語版）
- 罪と罰（1923） - Raskolnikow
- キリストの一生（1923） - I.N.R.I.
- 闇の力（脚本のみ、1924） - Die Macht der Finsternis（英語版）
- 芸術と手術（1924） - Orlac’s Hände
- Der Rosenkavalier（1926）
- Ultimatum（英語版）（1938）